# Campionati del mondo di ciclismo su strada 1932
I Campionati del mondo di ciclismo su strada 1932 si disputarono a Roma in Italia il 31 agosto 1932.
Furono assegnati due titoli:
- Prova in linea Uomini Dilettanti, gara di 137,000 km
- Prova in linea Uomini Professionisti, gara di 206,100 km

## Storia
L'edizione 1932 vide ancora il dominio italiano, con Learco Guerra, Remo Bertoni e Alfredo Binda a rappresentare i colori azzurri. Guerra fu messo a dura prova dai saliscendi dei colli romani e si staccò mentre il duo formato da Binda e Bertoni rimase solo al comando della corsa e nello stesso ordine passò sul traguardo. Con le rappresentative nazionali ancora limitate a tre atleti ciascuna, ventun corridori presero parte alla prova e in diciassette la conclusero.
Nella prova dilettanti, tornò al successo l'Italia che si aggiudicò la medaglia d'oro con Giuseppe Martano.

## Medagliere
| Pos.   | Nazione     | Oro | Argento | Bronzo | Totale |
| ------ | ----------- | --- | ------- | ------ | ------ |
| 1      | Italia      | 2   | 1       | 0      | 3      |
| 2      | Svizzera    | 0   | 1       | 0      | 1      |
| 3      | Lussemburgo | 0   | 0       | 1      | 1      |
| 3      | Francia     | 0   | 0       | 1      | 1      |
| Totale | Totale      | 2   | 2       | 2      | 6      |

## Sommario degli eventi
| Eventi                 | Oro                     | Tempo                      | Argento             | Tempo | Bronzo                     | Tempo   |
| Uomini Professionisti  |                         |                            |                     |       |                            |         |
| Gara in linea dettagli | Alfredo Binda Italia    | 7h01'28" Media 29,340 km/h | Remo Bertoni Italia | a 15" | Nicolas Frantz Lussemburgo | a 4'52" |
| Uomini Dilettanti      |                         |                            |                     |       |                            |         |
| Gara in linea dettagli | Giuseppe Martano Italia | 4h32'28"                   | Paul Egli Svizzera  | ?     | Paul Chocque Francia       | ?       |